# Consumación del matrimonio

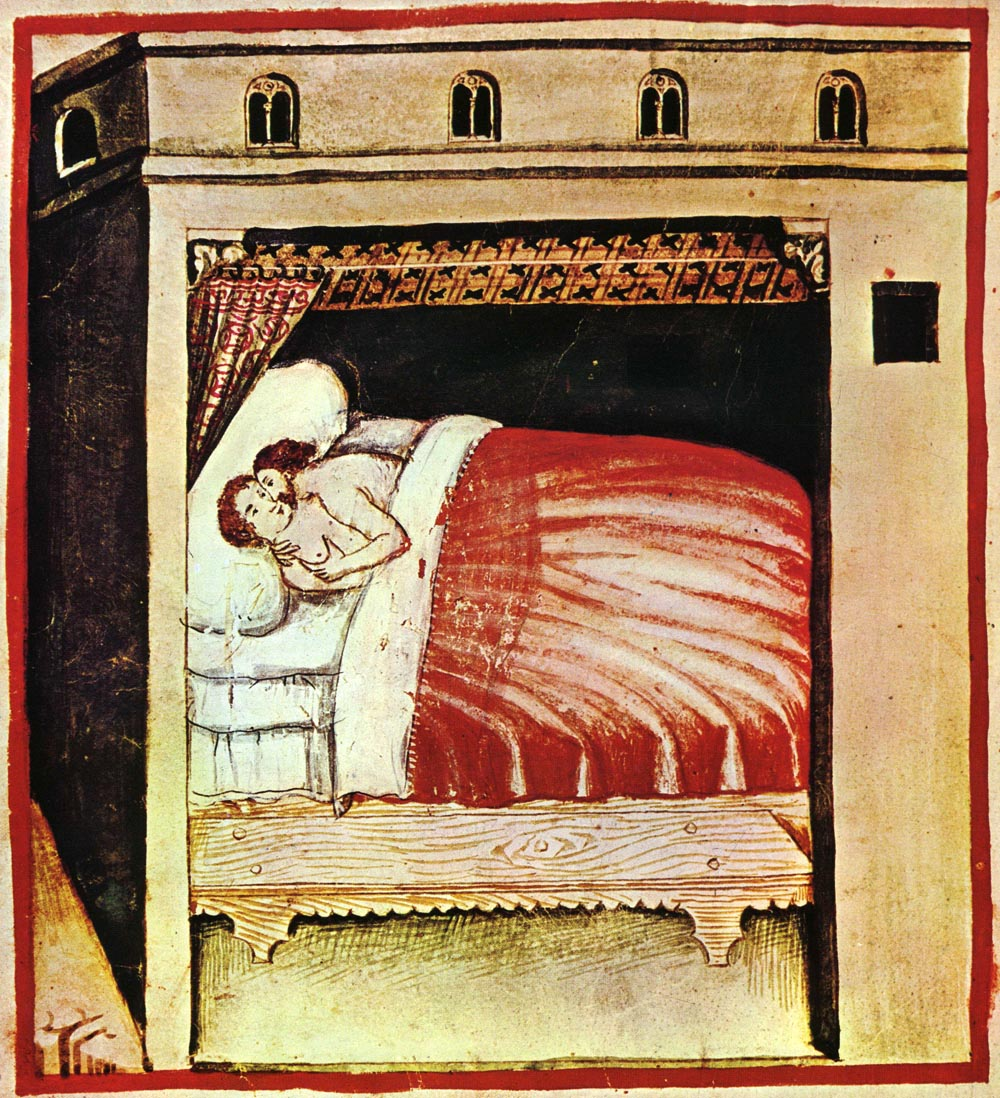
Ilustración del Tacuinum Sanitatis, un manual medieval sobre bienestar.

En muchas tradiciones y estatutos del derecho civil o religioso, la consumación de un matrimonio, se refiere a la primera relación sexual (o la primera oficialmente acreditada) entre dos personas, tras contraer matrimonio entre sí. Si bien la definición de consumación suele referirse a la penetración pene-vaginal, algunas doctrinas religiosas incluyen un requisito adicional de que no se debe usar método anticonceptivo alguno. En este sentido, «un matrimonio se consuma sólo si en el acto conyugal realizado se deposita semen en la vagina». 
La importancia religiosa, cultural o legal de la consumación del matrimonio puede surgir de teorías según las cuales el matrimonio tiene como propósito producir descendientes legalmente reconocidos de los cónyuges, sancionar los actos sexuales entre ellos, o ambas cosas, y su ausencia puede equivaler a que se considere que una ceremonia matrimonial no alcanza a completar el estado de estar casado, o que el matrimonio luego pueda ser repudiado. De esta manera, en algunos ordenamientos jurídicos un matrimonio puede anularse si no se ha consumado. La consumación matrimonial es también relevante en el caso de las uniones de hecho (o de derecho consuetudinario). La importancia de la consumación ha llevado al desarrollo de diversos rituales de la primera noche.
Además de estos usos formales y literales, el término se usa también de manera informal y menos precisa para referirse a un hito sexual en relaciones de intensidad y duración cambiantes.

## Legislación

### Matrimonio civil
La relevancia de la consumación en los matrimonios civiles varía dependiendo de la jurisdicción. Por ejemplo, en Inglaterra y Gales, la negativa o la imposibilidad de consumar un matrimonio es motivo de anulación, según el artículo 12 de la Ley de causas matrimoniales de 1973, si bien esto aplica solamente al matrimonio heterosexual porque el párrafo 4 del anexo 4 de la Ley de matrimonio (de parejas del mismo sexo) de 2013 excluye específicamente la no consumación como motivo para la nulidad de un matrimonio entre personas del mismo sexo. En otras jurisdicciones de derecho anglosajón, como Australia, se ha abolido el concepto legal de consumación.
En algunos países de mayorías musulmanas tales como Palestina, Egipto, Siria,  Jordania, Emiratos Árabes Unidos, Arabia Saudita, Yemen, Libia, Mauritania e Indonesia,  el matrimonio religioso es el único legalmente vinculante. En otros países, un matrimonio religioso sin un registro civil puede ser legalmente vinculante o no.

### Uniones de hecho
En el derecho anglosajón, para el caso de los matrimonios de hecho, la consumación puede ser un componente requerido para la creación del matrimonio en sí.

### Matrimonio religioso
De acuerdo con interpretaciones teológicas cristianas tradicionales, «Dios ha querido que sea el marido quien rompa el himen de su mujer», que al ser perforado durante el coito crea un pacto de sangre que sella el vínculo del santo matrimonio entre marido y mujer. La consumación es particularmente relevante en los matrimonios católicos. En la Iglesia católica, si una celebración matrimonial (ratificación) tiene lugar pero los cónyuges aún no han mantenido relaciones sexuales (consumación), el matrimonio es considerado un matrimonio ratum sed non consummatum. Independientemente del motivo de la no consumación, tales matrimonios pueden ser disueltos por el Papa. Además, una incapacidad o una negativa intencional a consumar el matrimonio es motivo probable de nulidad. El derecho canónico católico define el matrimonio como consumado cuando «los cónyuges han realizado de modo humano el acto conyugal apto de por sí para engendrar la prole, al que el matrimonio se ordena por su misma naturaleza y mediante el cual los cónyuges se hacen una sola carne». De ahí que algunos teólogos católicos, como John A. Hardon, S.J., afirmen que las relaciones sexuales con anticonceptivos no consuman el matrimonio.

## Virginidad
En muchas tradiciones, la consumación es un acto importante en tanto sugiere la virginidad de la novia, y la presencia de sangre es (erróneamente) interpretada como una confirmación definitiva de que la mujer era virgen al momento del matrimonio.

## Controversias
En el derecho de familia de acuerdo con el cual se define el matrimonio civil en algunas jurisdicciones, en particular aquellas donde las leyes de matrimonio civil están aún influenciadas por la religión (así sean oficialmente seculares), la no-consumación de un matrimonio puede constituir un motivo de nulidad (una nulidad es diferente de un divorcio en que suele actuar de manera retrospectiva). Tal estipulación ha sido objeto de duras críticas en los últimos años por una gran variedad de motivos, que incluyen desde que es una mezcla de doctrinas religiosas y derecho secular hasta el de que es degradante para las mujeres, dadas sus connotaciones históricas negativas respecto a que la esposa es propiedad del marido. Se ha argumentado que el propósito de esta causal no es claro: no es ni la procreación (en tanto el acto no tiene por qué terminar en embarazo, ni es necesaria la posibilidad de uno, dado que la consumación es jurídicamente válida incluso si uno o los dos cónyuges son estériles), ni tampoco la expectativa de satisfacción sexual en el matrimonio (en tanto un solo acto coital es suficiente, incluso si el cónyuge tras la consumación promete nunca más tener relaciones sexuales). Andrew Bainham sostiene que esta ley (en Inglaterra y Gales) está obsoleta y debe ser abolida «en una sociedad moderna comprometida con la igualdad y los derechos humanos en las relaciones personales». 
En un reporte de 2001, la reforma legislativa de la Sociedad legal de Irlanda abogó por abolir por completo el concepto de matrimonio anulable (en tanto el divorcio se introdujo en 1996) y criticó la causal de la consumación, afirmando lo siguiente:

The rationale behind this ground is not immediately apparent. It is not concerned with the capacity of either or both parties to procreate, still less with the ability of the parties to satisfy each other sexually during the marriage. [...] It remains a rather curious anomaly in the law, a relic perhaps of medieval times, when the first act of intercourse was thought to 'mark' a new bride as the 'property' of her husband. Whatever its origins, it is not entirely clear what modern purpose this ground serves and it is suggested that it should be dispensed with.

La razón de ser de esta causal no es evidente a primera vista. No tiene que ver con la capacidad de una o ambas partes para procrear, y menos aún con la capacidad de las partes para satisfacerse sexualmente uno al otro durante el matrimonio. [...] Sigue siendo una anomalía bastante curiosa en la ley, una reliquia acaso de la época medieval, cuando se pensaba que el primer acto sexual "marcaba" a la nueva novia como "propiedad" de su marido. Sea cual sea su origen, no está del todo claro qué propósito moderno tiene esta causal y se sugiere que debe prescindirse de ella.

Otra preocupación tiene que ver con la violencia sexual, en particular porque en la mayoría de los países la criminalización de la violación conyugal ha sido reciente, ocurreindo apenas a partir de la década de 1970. Se argumenta que el mantenimiento en la ley del concepto de consumación fomenta actitudes y entendimientos culturales y sociales del matrimonio que dificultan más el reconocimiento estas violaciones, y que es un remanente de una tradición opresiva. Comentando sobre el caso de R v R, que penalizó la violación conyugal en Inglaterra y Gales, Harris-Short y Miles afirman que:

[A] historical view again throws useful light on the matter: until 1991, husbands were permitted to have sexual intercourse with their wives regardless of whether they were then actually consenting, the original act of consummation and the resultant marital status entitling the husband to sexual relations thereafter.

[Una] perspectiva histórica arroja nuevamente luz útil sobre el asunto: hasta 1991, a los maridos se les permitía tener relaciones sexuales con sus esposas independientemente de si ellas en ese momento daban realmente su consentimiento, y el acto original de consumación y el estado civil resultante daban derecho al marido a tener relaciones sexuales a partir de entonces.